# Rhythm of the Night
Rhythm of the Night è il quarto album in studio del gruppo musicale statunitense DeBarge, pubblicato il 14 marzo 1985.

## Tracce
1. Prime Time – 4:27 (Clif Magness, Glen Ballard, Jay Graydon)
2. The Heart Is Not So Smart – 4:36 (Diane Warren)
3. Who's Holding Donna Now – 4:27 (David Foster, Jay Graydon, Randy Goodrum)
4. Give It Up – 4:19 (Jay Graydon, Randy Goodrum, Tom Canning)
5. Single Heart – 3:33 (Giorgio Moroder, Pete Bellotte)
6. You Wear It Well – 4:45 (Chico DeBarge, El DeBarge)
7. The Walls (Came Tumbling Down) – 6:45 (El DeBarge, Tony Redic)
8. Share My World – 5:36 (Bobby DeBarge, Bunny DeBarge, El DeBarge)
9. Rhythm of the Night – 3:49 (Diane Warren)